# Friche

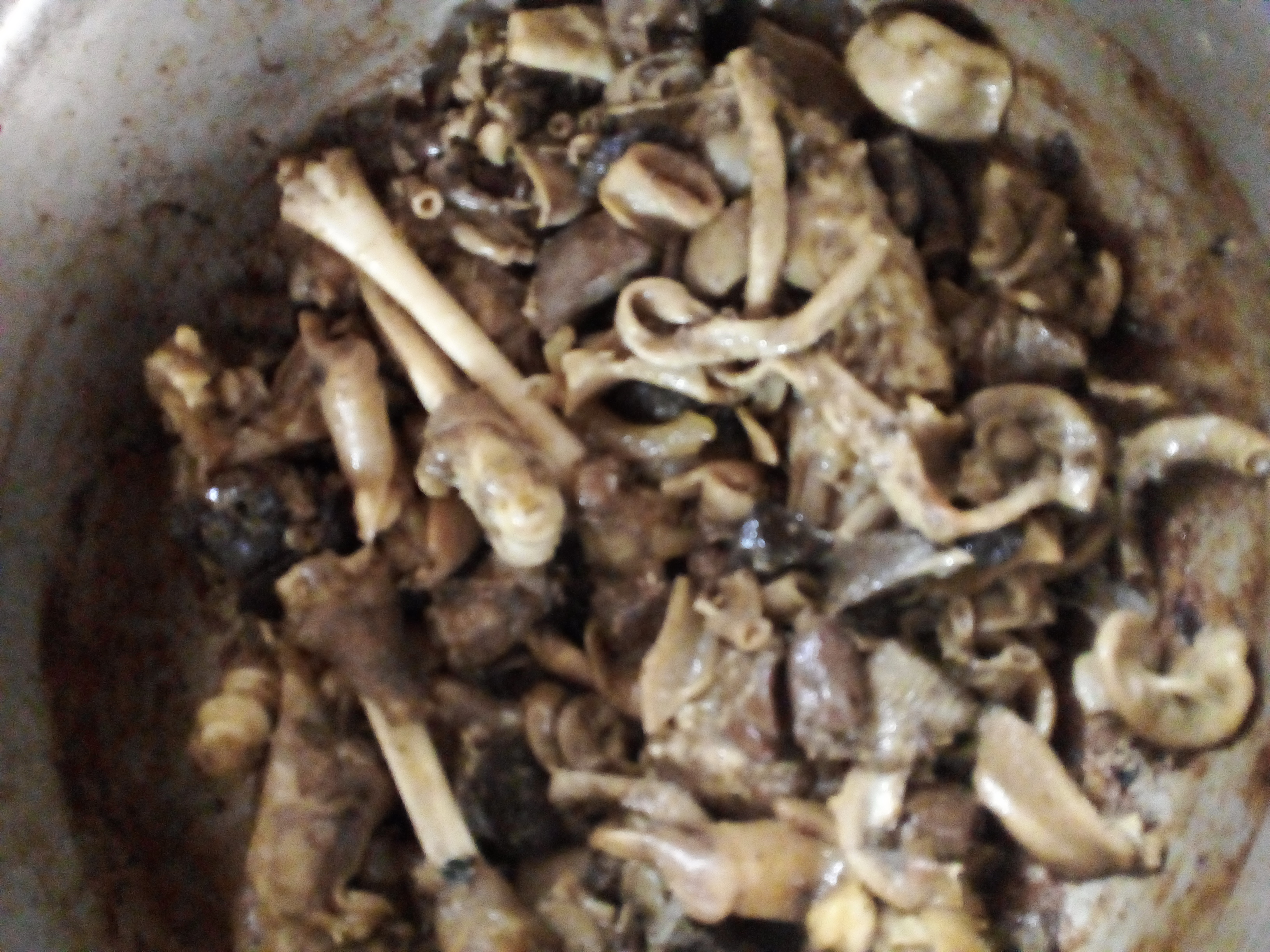
Friche preparado por comunidad wayuu

El friche es una preparación de la gastronomía colombiana y venezolana, específicamente del de la península Guajira. Este plato típico hace parte de la cultura Wayuú de la región. 
El friche básicamente está hecho a partir de un chivo joven que es primero cocido y después frito. En Maicao tiene lugar el Festival del friche.

## Receta

### Ingredientes
- Carne de chivo
- Menudencias de chivo (corazón, bofe, hígado, riñón, guereguere, etc.) picadas.
- Sangre de chivo.
- Aceite.
- Sal.

Lo que ayuda a resaltar sus sabores 

### Preparación
1. En un recipiente coloque la carne de chivo sin lavar, con  sal al gusto. Reserve por unos 20 minutos.
2. Se echa toda la carne en un caldero grande con tapa, se deja cocinar hasta deshidratarse y  finalmente dorarse, después de haberse fritado en su propia grasa.
3. En otro  caldero, bata la sangre de chivo con un poco de sal,  póngala al fuego lento, revuelva constantemente, hasta cocinar. Agréguela a la  anterior preparación, deje a fuego lento por un aproximado de 20 minutos y revuelva constantemente.